# جاذبية البلد
جاذبية البلد هي مفهوم متعدد التخصصات في مفترق طرق الاقتصاد التنموي والاقتصاد المالي والقانون المقارن والعلوم السياسية: فهو يهدف إلى تعقب ومقارنة الجاذبية النسبية للأقاليم والولايات القضائية المختلفة التي تتنافس على تدفقات استثمارية «شحيحة»، عن طريق تقييمها كمأ ونوعا عبر سلسلة مخصصة من المتغيرات مثل نمو الناتج المحلي الإجمالي ومعدلات الضريبة واستعادة رأس المال وما إلى ذلك.
وهناك العديد من العوامل التي تحدد جاذبية البلد المضيف في عيون كبار المستثمرين المؤسسيين المباشرين الأجانب، لا سيما صناديق المعاشات وصناديق الثروة السيادية. ويشير البحث الذي أجراه مجلس المعاشات العالمي (WPC) إلى أن الاستقرار القانوني/السياسي المتصور مع مرور الوقت وديناميكا النمو الاقتصادي متوسطة المدى يشكلان العاملين الرئيسيين 
يعتقد بعض الاقتصاديين المتخصصين في مجال التنمية أن جزءًا كبيرًا من أوروبا الغربية قد تخلفت الآن وراء البلدان الناشئة الآسيوية الأكثر ديناميكية، لا سيما بسبب قيام البلدان الآسوية باعتماد سياسات أكثر ملاءمة للاستثمارات طويلة المدى: «إن الدول الناجحة في هذا الإطار مثل سنغافورة وإندونيسيا وكوريا الجنوبية لا تزال تتذكر آليات التكيف القاسية التي تم فرضها عليهم فجأة من قِبل صندوق النقد الدولي والبنك الدولي خلال الفترة من 1997 إلى 1998 وهو ما يُعرف باسم» الأزمة الأسيوية«[…] وما حققوه خلال السنوات العشر الماضية يُعتبر جديرًا بالملاحظة: فقد تخلوا نسبيًا عن» إجماع واشنطن«[المنظور الكلاسيكي الجديد المهيمن] عن طريق الاستثمار بكثافة في مشاريع البنية التحتية […] وأثبت هذا النهج العملي نجاحه البالغ.»